# Leon Rupnik
Leon Rupnik, također poznat kao Lav Rupnik ili Lev Rupnik (Lokve 10. kolovoza 1880. – Ljubljana, 4. rujna 1946.) je bio slovenski general za vrijeme Kraljevine Jugoslavije, koji je surađivao s okupatorskim snagama fašističke Italije i nacističke Njemačke tijekom Drugog svjetskog rata. Rupnik je služio kao predsjednik pokrajinske vlade pokrajine Ljubljana pod njemačkom okupacijom od studenog 1943. do početka svibnja 1945. godine. U razdoblju između rujna 1944. i početkom svibnja 1945. godine, služio je također i kao glavni inspektor Domobranaca (Slovenskog domobranstva), kolaboracionističke antikomunističke milicije, iako nije imao nikakve vojne ovlasti do zadnjeg mjeseca rata.:97, 295–96

## Početak karijere
Rupnik je rođen u Lokvi blizu Gorice, selu u tadašnjoj Austrijskoj pokrajini Gorica i Gradiška, a danas u sastavu grada Nova Gorica, jugozapadna Slovenija. Karijerni vojnik, od 1895. do 1899. godine pohađa kopnenu kadetsku školu u Trstu, te je završava u činu poručnika. Svoje obrazovanje nastavlja u Beču od 1905. do 1907. godine. Nakon Prvog Svjetskog rata, pridružuje se Kraljevskoj jugoslavenskoj vojsci, u svibnju 1919. godine, u činu djelatnog bojnika. Nakon toga promican je u činovima, postavši potpukovnik (1923), pukovnik (1927), brigadni general (1933) i general-bojnik(1937). Kada je Wehrmacht napao kraljevinu Jugoslaviju 6. travnja 1941, Rupnik je načelnik stožera 1. armije.

## Rupnikova linija
Nakon što su Treći Reich i Kraljevina Italija osnovali Sile osovine, Kraljevina Jugoslavijia se odlučuje na izgradnju linije utvrda duž granice kako bi se zaštitili od mogućih napada sa sjevera i zapada. Najviše se izgradilo, uglavnom, na granici s Italijom u Dravskoj Banovini. Liniju je u početku čuvalo 15 000 ljudi, ali njihov broj se povećao na 40.000 do 1941 godine. Kako je Rupnik bio odgovoran za njen završetak, "Rupnikova linija" je postala zajednički naziv za ove utvrde.
Obrana je izgrađena po uzoru na francusku Maginot liniju i Češkoslovačke modele, prilagođene lokalnim uvjetima. 
Danas su moguće i pješačke ture po Rupnikovoj liniji.

## Suradnja s okupatorom
Nakon brzog poraza Kraljevske jugoslavenske vojske, Rupnik je 17. travnja 1941. pušten iz njemačkog vojnog zatvora te je premješten u južnu Sloveniju pod talijanskom okupacijom (poznatu kao provincija Ljubljana). 7. lipnja 1942. godine, preuzima dužnost predsjednika pokrajinskog Odbora Ljubljana, time zamjenjujući Jura Adlešića kao gradonačelnik pod talijanskom okupacijom. Nakon talijanskog primirja u rujnu 1943, Ljubljana je okupirana od strane Nijemaca. Friedrich Rainer, nacistički gaulajtner iz Koruške, postavlja Rupnika kao predsjednika nove pokrajinske vlade, nakon što se navodno savjetovao s biskupom Gregorijem Rožmanom, koji se složio s Rainerovim namjerama da postavi Rupnika na čelo privremene vlade.:95–96
Zajedno s Antonom Kokaljom, Ernestom Peterlinom i Jankom Kregarom, Rupnik je bio jedan od osnivača Slovenskog domobranstva, pomoćne vojne jedinice Wehrmachta, ustrojenog kao dobrovoljna milicija za borbu protiv partizanskog pokreta otpora. Milicija je organizirana uglavnom od članova slovenskih anti-komunističkih političara okupljenih oko tajne organizacije Slovenska zaveza uz suglasnost njemačkih okupacijskih snaga. Ubrzo nakon ustrojavanja milicije 23. rujna 1943. godine, Rupnik sebe imenuje njenim vrhovnim zapovjednikom, ali biva otpušten od strane Rainera 4. studenoga 1943.:295 U rujnu 1944. godine bio je imenovan za glavnog inspektora Slovenskog domobranstva.:295
U funkciji predsjednika pokrajinske uprave, Rupnik organizira glomaznu birokraciju, koja je nastojala pokriti sve sfere građanskog života, od lokalne uprave, do socijalne i kulturne politike. Za tu svrhu, oslanja se na dvije grupe pomagača: s jedne strane, u osnovi apolitičnih državnih službenika i kulturnih funkcionera aktivnih još u Kraljevini Jugoslaviji (kao što su Stanko Majcen i Narte Velikonja); s druge strane, tu je nekoliko pro-nacistički orijentiranih mladih pojedinaca, kao što su Ljenko Urbančič i Stanko Kociper.:96–97 Rupnik uspijeva zadržati funkcioniranje gotovo svih slovenskih kulturnih i obrazovnih institucija u razdoblju nacističke okupacije, te mu je 1944. godine čak uspjelo preimenovati "Akademiju znanosti i umjetnosti u Ljubljani" u Slovensku Akademiju znanosti i umjetnosti.
Tijekom svog predsjedništva, Rupnik zadržava potpunu lojalnost nacističkim okupacijskim vlastima. Organizirao je nekoliko "anti-komunističkih mitinga", po kojima drži vatrene govore protiv Oslobodilačkog fronta Slovenskog naroda, zapadnih saveznika i "Svjetske židovske urote". Zadržava prijateljske kontakte s generalom SS-a, Erwinom Rösenerom,  koji je kasnije osuđen za ratne zločine.
Kao glavni inspektor Slovenskog domobranstva od studenog 1944. godine, Rupnik u dva navrata nazoči davanju prisege.
Rupnik nije pristao na pokušaje pripadnika Slovenskog Saveza i nekih vojnih čelnika Slovenskog domobranstva da se dignu protiv nacista, niti je intervenirao kada je nekoliko njegovih bivših suradnika uhićeno od nacista te poslano u logor Dachau.:100

## Uhićenje, suđenje i kazna
5. svibnja 1945. godine, Leon Rupnik bježi u Austriju s malom grupom od 20 kolaboracionista. Uhićen je od strane Britanaca 23. srpnja, te vraćen u Jugoslaviju, u siječnju 1946. Izveden je pred sud, zajedno s Rösenerom i drugima, i osuđen na smrtnu kaznu zbog izdaje, 30. kolovoza 1946 godine. Strijeljan je 4. rujna 1946 na ljubljanskom groblju Žale, te pokopan isti dan u neobilježenom grobu.

## Antisemitizam
Poznat po svojem antisemitizmu i otvorenim pro-nacističkim stavovima već otprije rata,:91 Rupnik je bio notorni antisemit, koji je pisao antisemitske rasprave i držao antisemitske govore. 

Na predavanju u Polhov Gradecu, 5. lipnja 1944., Rupnik kaže:
"S punim povjerenjem u pravednost vođa Europe, poglavito njemačke nacije, moramo mirno i sa svim fanatizmom voditi bitku protiv židovske svjetske dominacije koja servira Staljinove i Titove bandite i njihovih pomagača, anglo-američkih gangstera."

## Ostalo
Njegov sin, Vuk Rupnik, je bio djelatni časnik Slovenskog domobranstva i zapovjednik jedinice u miliciji. Njegov sinovac, Stanko Kociper, je kasnije emigrirao u Argentinu i napisao knjigu u kojoj je pokušao opravdati Rupnikovu ulogu u ratu.

## Poveznice
1. ↑  Boris Mlakar, Slovensko domobranstvo (Ljubljana: Slovenska matica, 2003.)
2. ↑  Rupnik Line pictures from military photos on webshots. Inačica izvorne stranice arhivirana 21. listopada 2017. Pristupljeno 20. listopada 2017.
3. ↑  Brigham, Daniel T. 4. lipnja 1942. Heydrich Reprisal Executes 25 More - Nazi Leader Is Still Critically III Following an Operation and Third Transfusion - Croats Ambush Italian - Pavelitch Broadcasts Appeal to Communists and Others to End Their Resistance. New York Times. str. 9. Pristupljeno 14. ožujka 2016.
4. ↑  Griesser-Pečar, Tamara. 2007. Razdvojeni narod: Slovenija 1941-1945: okupacija, kolaboracija, državljanska vojna, revolucija. Ljubljana: Mladinska knjiga, p. 305.
5. ↑  Boris Mlakar, Slovensko domobranstvo (Ljubljana: Slovenska matica, 2003)
6. ↑  Bojan Godeša, Kdor ni z nami, je proti nam (Ljubljana: Cankarjeva založba, 1995)
7. ↑  Three photos of Rupnik, SS General Erwin Rösener and Gregorij Rožman. The first is outside Ljubljana central stadium on 20 April 1944 when the Domobranci swore oaths of allegiance; the last is on 30 January 1945 as the Domobranci paraded past after again swearing loyalty: http://muceniskapot.nuovaalabarda.org/galleria-slo-7.php
8. ↑  Rupnik, Rožman and Rösener in conversation. Date and place unknown. http://shrani.si/f/3f/xM/3SGacidX/rozman2.jpg  Arhivirana inačica izvorne stranice od 2. listopada 2011. (Wayback Machine)
9. ↑  Yugoslavs Doom Trio in War Crimes Case. New York Times. 31. kolovoza 1946. str. 3. Pristupljeno 14. ožujka 2016.
10. ↑  Three War Criminals Executed. New York Times. 9. rujna 1946. str. 3. Pristupljeno 14. ožujka 2016.
11. ↑  More on his execution in:

Velikonja, Tine. Rujan 1996. Pred petdesetimi leti – Strelišče na Dolenjski cesti. Zaveza. Inačica izvorne stranice arhivirana 27. ožujka 2012. Pristupljeno 20. listopada 2017.
12. ↑  Tamara Griesser Pečar, Razdvojeni narod. Ljubljana: Mladinska knjiga, 2007.

## Vanjske poveznice
- Sajovic, Bogdan. 16. kolovoza 2007. Predsednik Ljubljanske pokrajine (PDF). Demokracija: 46–48. Pristupljeno 20. srpnja 2011.